# Cmentarz żydowski w Burzeninie
Cmentarz żydowski w Burzeninie – został założony w XVIII wieku i został zniszczony w okresie II wojny światowej, wskutek czego do naszych czasów nie zachowały się żadne nagrobki. Teren kirkutu nie jest ogrodzony i zajmuje powierzchnię około 2 ha. Cmentarz znajduje się na pograniczu ze wsią Sambórz.